# ロチェスター (ミシガン州)
ロチェスター（英: Rochester）は、アメリカ合衆国ミシガン州のオークランド郡にある都市。人口は1万3035人（2020年）。デトロイト都市圏に属する。

## 地区
市内には次の地区がある。
- ストーニークリーク、市の北東端にあり、ロチェスターヒルズに接する

- イエーツ、マコーム郡シェルビー・チャーター郡区やロチェスターヒルズと接する

## 歴史

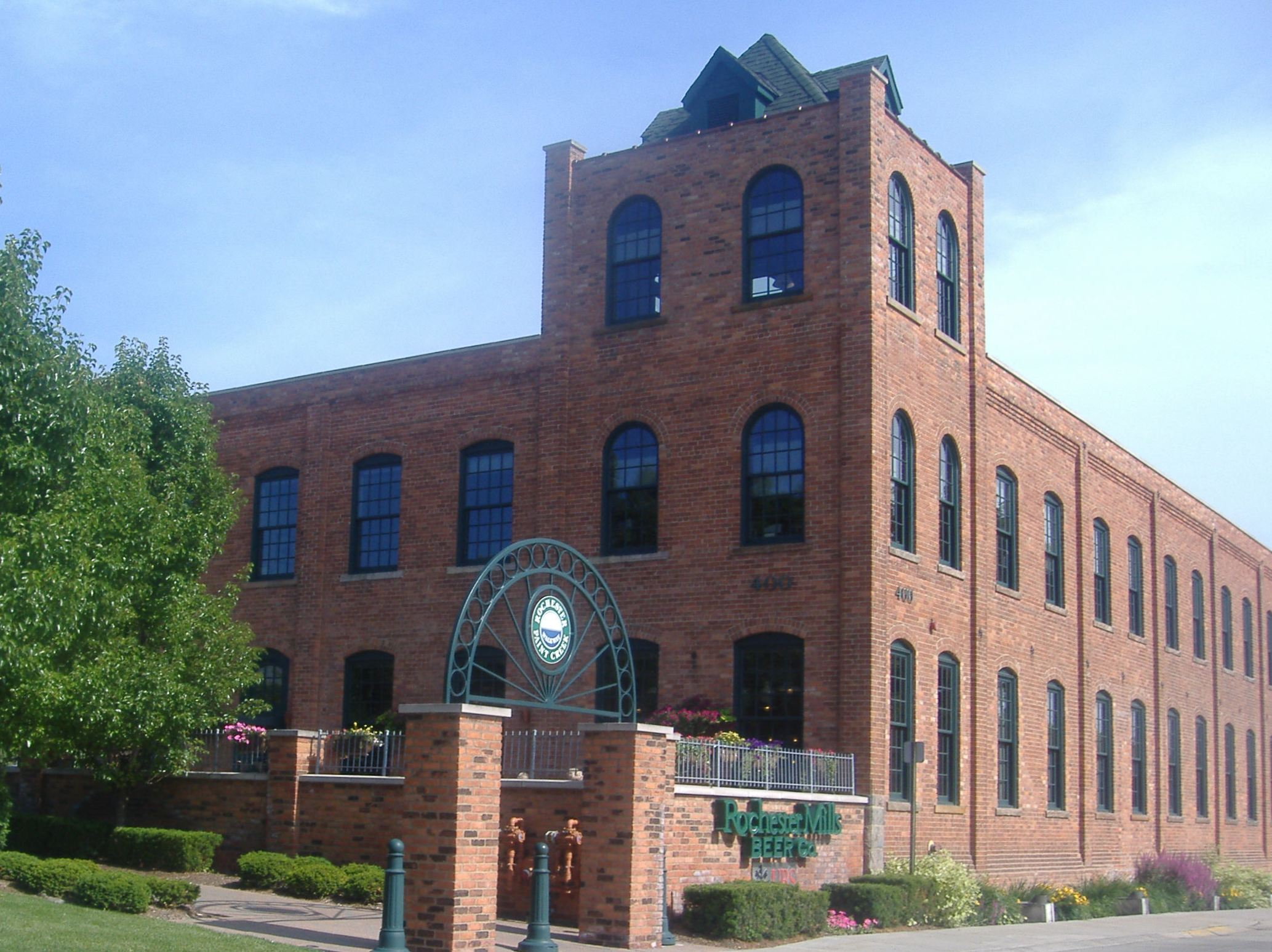
ウェスタン・ニッティング・ミルズ、1896年建設、チャップマン兄弟が所有した

ロチェスターとなった場所で最初の開拓者はグラハム家であり、1817年に丸太小屋を建てた。この小屋は現在のメインストリートと第2通りの交差点、クイク・ピクとペン・ステーション各店舗が存在する場所にあった。市名はミネソタ州のロチェスターと同様、ニューヨーク州のロチェスターから採られた。この地域の初期開拓者の多くがニューヨーク州から来ていた。
市はクリントン川やペイント・クリークの豊富な水量を生かして工業の中心地になった。相互に接続された水路は旅行や土地の工業に
使われなくなったが、自然美があり、釣りを楽しめ、クリントン川流域の健康な部分になっている。歴史的にロチェスターにあった過去の工業は砂糖用ビートの精製、紙製品、ウェスタン・ニッティング・ミルズがあった。ウェスタン・ニッティング・ミルズは後の第二次世界大戦で焼夷弾の製造に転用されたが、今は無くなっている。ロチェスターには2本の鉄道が通り、またロイヤルオークとデトロイトまで都市間鉄道のデトロイト・ユナイテッド鉄道もあった。
中心街の東にあったチャップマン・ミル池は、1946年の洪水でダムが壊れたときにペイント・クリークに吸収されてなくなった。再生された土地には現在、郵便局、ロチェスターヒルズ図書館が建ち、オールドタウン道路が通っている。以前はこの大きな池の端にあったウォーター通りは、池が以前にあったことを示す名前だけで残っている。
ミシガンは1837年にアメリカ合衆国26番目の州に昇格した。ロチェスターの村は1869年4月12日に、エイボン・タウンシップの領域内で設立された。1895年までに人口は900人になっていた。1967年に市となり、エイボン・タウンシップから離れた。エイボン・タウンシップは長い法廷闘争の後の1984年にロチェスターヒルズ市となり、ロチェスター市はエイボン・タウンシップの土地2.2平方マイル (5.7 km2) を併合した。これで市の面積は2倍以上になった。

## 地理
アメリカ合衆国国勢調査局に拠れば、市域全面積は3.83平方マイル (22.43 km2)であり、全て陸地である。エイボン・タウンシップの一部を併合したので、市の東部境界はマコーム郡と接するようになった。

## 文化
1951年から毎年「ロチェスター・ホームタウン・クリスマス・パレード」を開催している。12月の第1日曜日に開かれ、2003年からはデトロイトのテレビで放映されている。このテレビのウェブサイトに拠れば、ミシガン州では最大のクリスマス・パレードとされている。
2006年、クリスマスシーズンに最初の「ビッグ・ブライト・ライトショー」を開催した。中心街の事業地区が50万個の灯りに包まれた。その後電球の数を100万個に拡大してきた。

### 建築

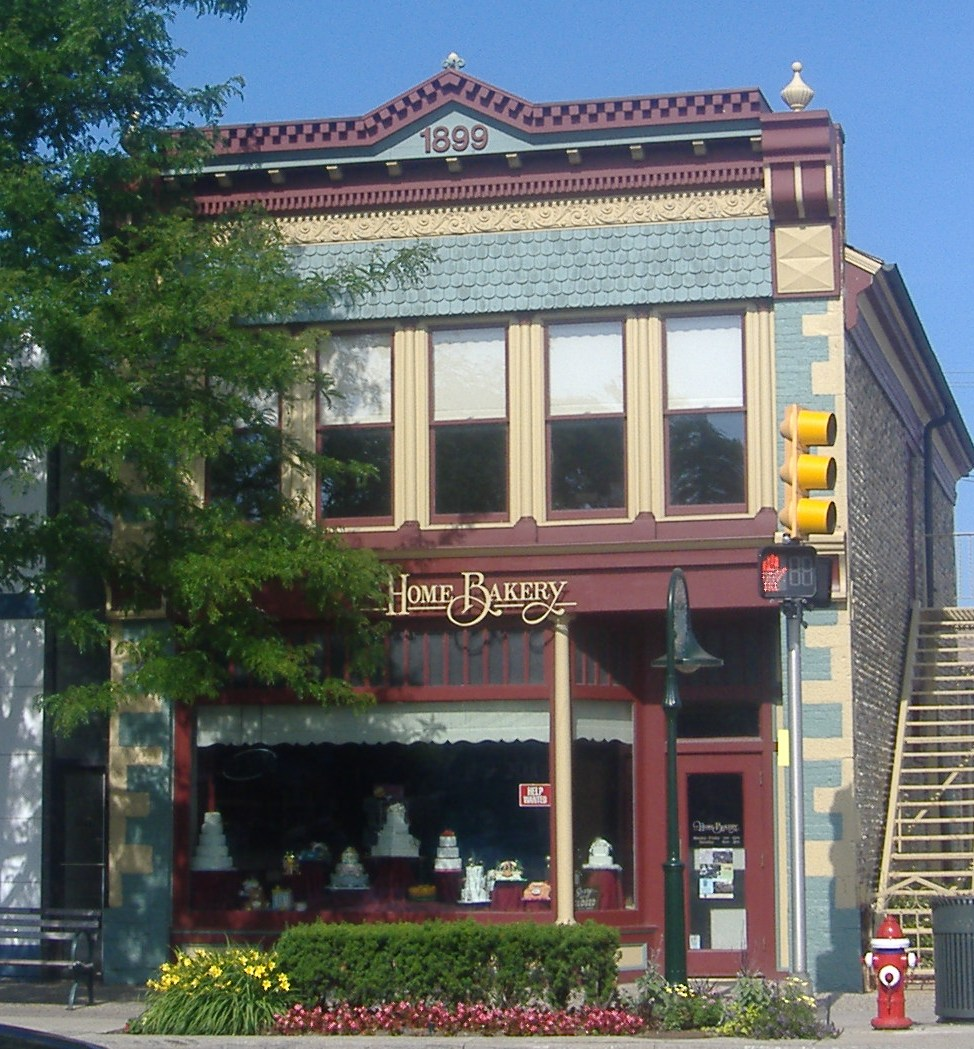
ローリン・スプラーグ・ビル、1849年建設

ロチェスターは1817年に入植が始まり、オークランド郡初の開拓地だった。メインストリートの22棟の建物が50年以上前に立てられたものであり、その幾つかは州の歴史的場所に登録されている。
- ローリン・スプラーグ・ビル – 中心街最古の商業ビル、1849年建設、1930年から「ザ・ホーム・ベイカリー」が入っている

- オペラハウス – 1890年11月8日に町の社会と文化の中心として開設。1933年まで映画、講演会、ダンス、卒業式などの行事が行われていた。オペラの公演が行われたことはない。1987年に改修され、ライトル薬局が入っている

- ロチェスター・グレインエレベーター – ユニバーシティ・ドライブとウォーター通り角にある。1880年建設。1970年代までデトロイトに出荷される穀物が貯蔵された。その後は供給店として使われた。2009年夏に外部を補修し、元の外観に戻した

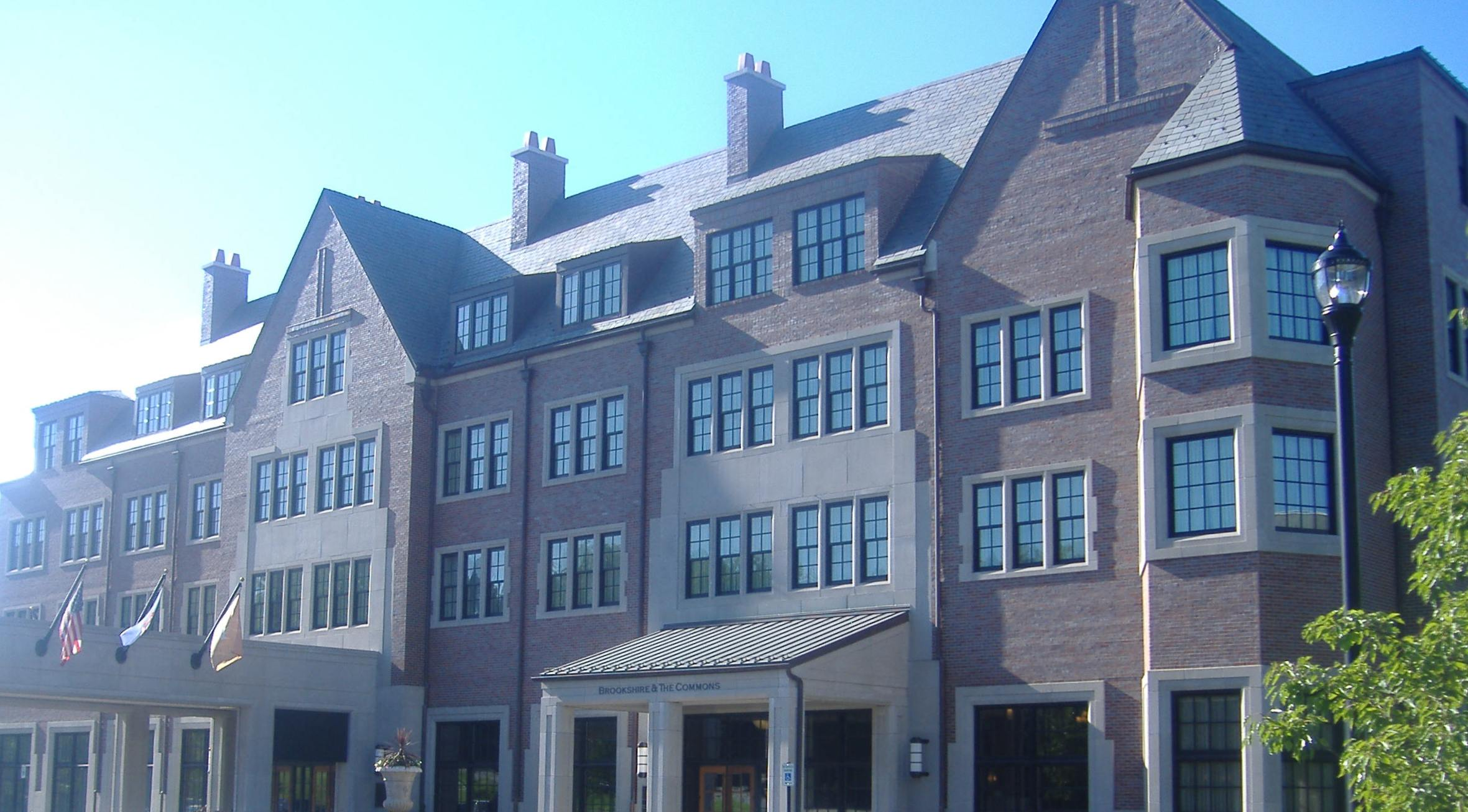
ロイヤルパーク・ホテル、2004年9月開業

- ロイヤルパーク・ホテル – 2004年9月開業。ビクター・サロキが設計した4つ星ホテル。建設費4,300万ドル。ポール・マッカートニー、ヒュー・ヘフナー、ジョージ・W・ブッシュ元大統領などセレブが泊まった。

- ウェスタン・ニッティング・ミルズウォーター通りにある大型の煉瓦造りビル。1896年建設。年間10万ダースの手袋を生産し、世界のトップクラスとなった。建物は改修され、ロチェスターミルズ地ビール・レストランなど幾つかの企業が入っている

- RCS 管理センター - 元ロチェスター高校。1889年建設。何度か改修された。1970年代半ばから、ロチェスター・コミュニティ教育委員会の事務所が入り、関連行事が行われている。市内で最大級かつ注目すべき建造物である

### 公園とレクリエーション

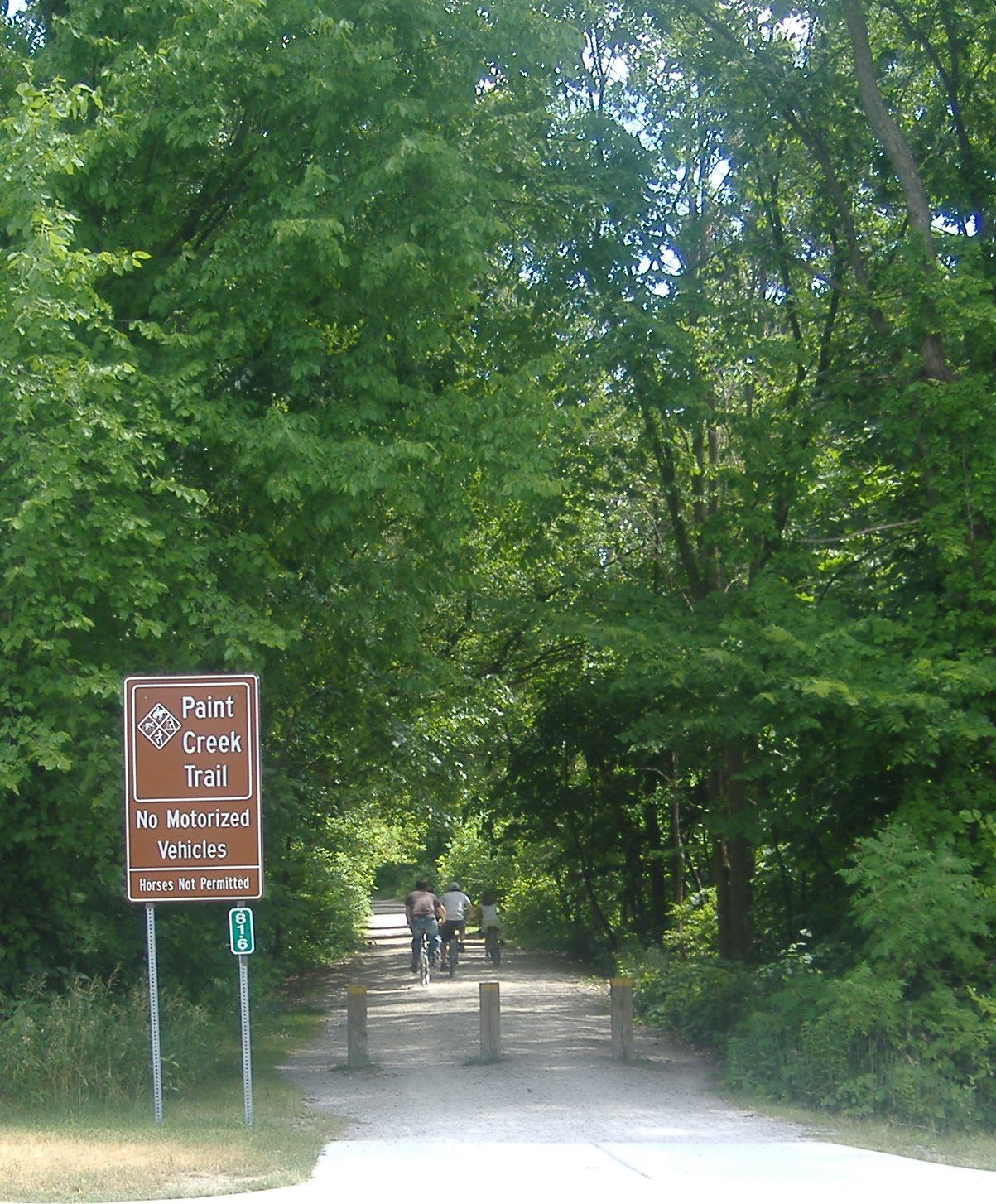
ペイント・クリーク・トレイル、全長8.5マイル (14 km)、ロチェスターとオリオン湖を繋ぐ

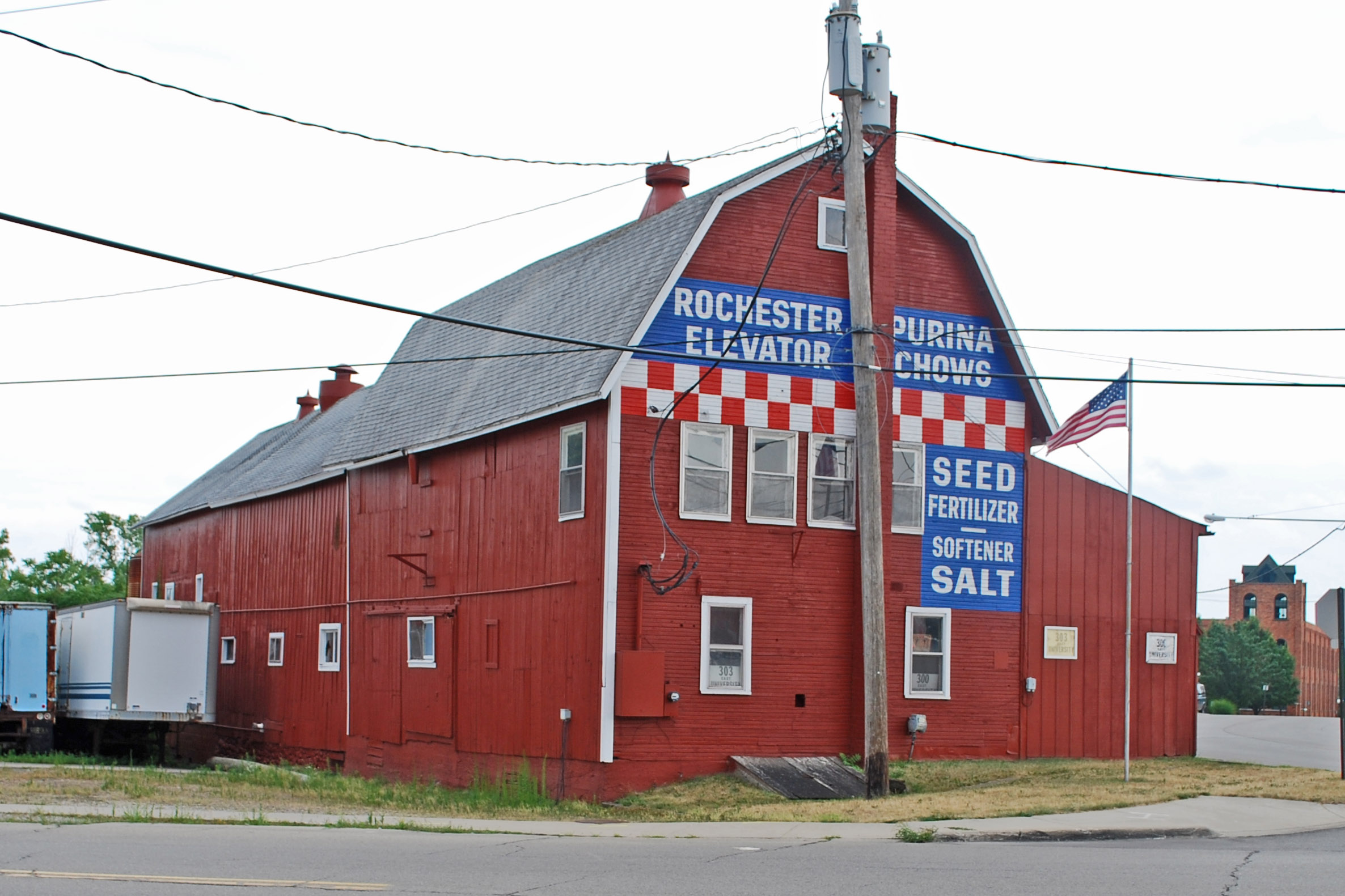
グリッグス兄弟穀物エレベーター

- ペイント・クリーク・トレイルとクリントン川トレイル – 市は「レイル・トゥ・トレイル」2本が交差する場所である。ブルーマー公園、ロチェスター市民公園、ストーニークリーク・メトロパーク、ディノザウル・ヒル自然保護地を繋いでいる。敷地は元鉄道の軌道があった場所であり、車の入らないレクリエーション用に転換されてきた
- ペイント・クリーク芸術センター – 子供や成人のためのスタジオ・アート教室、新進あるいは定評有るアーティストの作品展示、奉仕活動、毎年開催のアート・アンド・アップルズ・フェスティバルなど幅広い文化活動を通じて、芸術とそのすばらしさを促進することを目的とした非営利地域芸術センター
- ロチェスター・エイボン・レクリエーション・オーソリティ – 1946年からロチェスター、ロチェスターヒルズ、オークランド・タウンシップの地域にレクリエーションを企画し提供している
- ロチェスター市民公園 – 元エイボン公園。市内最大の公園。トレイル体系と結ばれ、ロチェスター・コミュニティハウスやキワニス・パビリオンがある。アート・アンド・アップルズ・フェスティバル、ヘリテージ・フェスティバル、夏のコンサート・シリーズの会場になる

## 経済
市内には活動的なショッピング地区がある。5月から10月まで、毎週土曜日にはファーマーズマーケットが開催される。
中心街では「シティ・フェスティバル」が幾つか開催される。8月のダンシング・イン・ザ・ストリート、夏の木曜日にあるミュージック・イン・ザ・パーク、9月レイバーデイ後の週末にあるアート・アンド・アップルズ・フェスティバル、メモリアルデイ週末にあるヘリテージ・フェスティバルなどである。その他ガールズ・ナイト・アウト、ギャラリー・ウォーク、ラグニアッペ、サイドウォーク・セールス、ムービーズ・イン・ザ・ムーンライト、さらに2日間のファイア・アンド・アイス・フェスティバルもある。毎年8月に開催されるロッキン・ロッズのクラシックカー・ショーは、国内外から稀少なあるいは異常な自動車が数百台出品される。
高齢者委員会は、60歳以上の高齢者に、2002年に建設した最新式施設で、社会と教育の活動、栄養食、高齢者資源サービス、健康と福祉のプログラムを提供している。

## 人口動態
収入と家計（2000年データ）
- 収入の中央値
  - 世帯: 65,179米ドル
  - 家族: 92,078米ドル
  - 性別
    - 男性: 62,486米ドル
    - 女性: 37,107米ドル
- 人口1人あたり収入: 36,989米ドル
- 貧困線以下
  - 対人口: 2.7%
  - 対家族数: 0.6%
  - 18歳未満: 1.0%
  - 65歳以上: 5.9%

### 2010年国勢調査
以下は2010年の国勢調査による人口統計データである。
| 基礎データ - 人口: 12,711 人 - 世帯数: 5,514 世帯 - 家族数: 3,195 家族 - 人口密度: 1,281.4人/km2（3,318.8人/mi2） - 住居数: 5,994 軒 - 住居密度: 604.2軒/km2（1,565.0軒/mi2） 人種別人口構成 - 白人: 88.6% - アフリカン・アメリカン: 3.7% - ネイティブ・アメリカン: 0.2% - アジア人: 5.5% - その他の人種: 0.6% - 混血: 1.5% - ヒスパニック・ラテン系: 2.7% | 年齢別人口構成 - 18歳未満: 25.1% - 18-24歳: 7.6% - 25-44歳: 29.4% - 45-64歳: 26.4% - 65歳以上: 11.5% - 年齢の中央値: 38歳 - 性比（女性100人あたり男性の人口） - 総人口: 92.3 世帯と家族（対世帯数） - 18歳未満の子供がいる: 30.9% - 結婚・同居している夫婦: 47.3% - 未婚・離婚・死別女性が世帯主: 7.7% - 非家族世帯: 42.1% - 単身世帯: 35.5% - 65歳以上の老人1人暮らし: 8.8% - 平均構成人数 - 世帯: 2.31人 - 家族: 3.09人 |

## 市政府
ロチェスター市は7人の委員による市政委員会と1人の市長が統治している。市の政策は常勤の市マネジャーが管理している。オークランド郡の他の町と同様に警察、消防、上下水道など市としてのサービスを行っている。ロチェスター・コミュニティ教育学区がロチェスター市と周辺地域の公共教育を管轄している。
公共図書館サービスについては隣接するロチェスターヒルズと契約しており、図書館自体はロチェスター市内にある。

## 著名な出身者
- マドンナ、シンガーソングライター、ダンサー、レコードプロデューサー、女優、ロチェスターヒルズで育ち、ロチェスター・アダムズ高校卒
- エミネム、本名マーシャル・ブルース・マザーズ3世、グラミー賞を受賞したラッパー、俳優、プロデューサー、ソングライター、現在オークランド・タウンシップに居住
- ディタ・フォン・ティース、バーレスクアーティスト、モデル、女優
- ジェイソン・バリテック、メジャーリーグベースボール選手、ボストン・レッドソックス、1972年4月11日ロチェスター生まれ
- アイリーン・ウォーノス、連続殺人犯
- エミー・フレージャー、プロテニス選手、ロチェスター・アダムズ高校卒
- ジェイ・ギボンズ、メジャーリーグベースボール選手、ロサンゼルス・ドジャース、フロリダ・マーリンズ、ボルチモア・オリオールズ、ロチェスター生まれ[7]
- ジョーイ・スタージス、レコードプロデューサー、現在オークランド・タウンシップに居住
- エルモア・レナード、小説家、戯曲家